# Аццарити, Арунций
Иоанн Арунций Аццарити (Aruntius Azzariti; ум. 1747) — итальянский медик, с 1721 года практиковавший в России. Родился в итальянской Апулии. Окончил Падуанский университет и получил там диплом доктора медицины. В 1721 году по приглашению Саввы Рагузинского проехал в Россию, был принят Петром I на службу. Сперва преподавал в Санкт-Петербургском госпитале анатомию и прозекторское дело. Вскрытия проводил совместно с Небелиусом и Рихтером; в 1724 году выполнил вскрытие французского великана Николая Буржуа (его скелет экспонируется в Кунсткамере). В 1733 году принят на службу при действующей армии фельдмаршала Миниха на должность генерал-штаб-доктора. В 1737 году отстранён от должности. 27 июля 1742 года Аццарити был арестован и отправлен в Москву, но 14 декабря того же года освобождён. Поселившись в Москве, занялся частной врачебной практикой. Скончался в 1747 году.